# ВЗТМ-5290
Взтм 5290 - Российский полунизкопольный троллейбус большой вместимости для внутригородских перевозок, производившийся с 2000 по 2009 на Волгоградском заводе транспортного машиностроения. Всего экземпляров было 5.

## Описание
Взтм 5290 - Российский двуосный низкопольный троллейбус с расположением двигателя в заднем отсеке. Выпускался на бывшем заводе «ВЗТМ» (Волгоградский завод транспортного машиностроения) с 2003 по 2006 год.
В отличие от троллейбуса ВЗТМ 5284, он имел низкий пол по всей длине салона. Также троллейбус оснащался тяговым электродвигателем мощностью 115 кВт и электрооборудованием, вынесенным на крышу.
Салон Взтм 5290 вмещал 25 посадочных мест, а всего в салоне может поместится 110 человек.
Всего таких троллейбусов было выпущено 5 единиц. Они эксплуатировались в Саранске, Иваново, Ижевске и Перми. В настоящее время в России ни единого экземпляра не осталось.